# Zara Dolukhànova
Zara Dolukhànova (armeni: Զարուհի Աղասու Դոլուխանյան)  (Moscou, 15 de març de 1918 - Moscou, 4 de desembre de 2007), en armeni Զարուհի Աղասու Դոլուխանյան, Zaruhí Agasu Dolukhanian, rus: За́ра Алекса́ндровна Долуха́нова, Zara Aleksàndrovna Dolukhànova, de soltera Makarian, en armeni Մակարյան, en rus Макаря́н/Макарья́н, fou una mezzosoprano soviètica, armènia i russa
Dolukhànova va assolir la fama interpretant en moltes elogiades emissions radiofòniques d'òperes i obres del repertori de concerts durant els anys quaranta i seixanta. Tot i ser considerada una de les cantants d'òpera més experimentades de la Rússia de l'era soviètica, Dolukhànova només va fer un nombre relativament petit d'aparicions a l'escenari d'òpera real i la seva fama rau principalment en el seu extens treball per a la ràdio.
La veu de Dolukhànova era d'una rara coloratura mezzosoprano, d'una claredat única i d'una gamma inusualment àmplia. Considerada una de les grans cantants de l'època soviètica, Dolukhanova es va destacar per la seva defensa de les òperes de Gioachino Rossini, on va obtenir elogis especials per la seva Isabel a L'italiana in Algeri i Angelina a La Cenerentola. També va interpretar una àmplia gamma d'obres del repertori de concerts que englobaven la majoria dels grans compositors russos, així com nombroses obres de Haendel, Haydn, Mozart i Meyerbeer. El 1966 va rebre el Premi Lenin.

## Biografia
Va néixer amb el nom de Zara Makarian, a Moscou, com filla de pares armenis d'origen kurd. La seva mare, Elena Makarian, era també una cantant professional, i el seu pare, Agassi Makarian, era flautista, clarinetista i trompetista. Makarian va estudiar primer piano, després violí, però finalment va decidir, als 16 anys, que volia estudiar cant. Va estudiar a l'Escola Estatal de Música Gnessin a Moscou amb V.M. Beliàieva-Tarassévitx. Va fer el seu debut operístic el 1938 amb l'Òpera de Yerevan en el paper de Siebel al Faust de Gounod. Va romandre com a membre d'aquesta mateixa companyia en els següents anys, interpretant principalment papers menors.
Poc després d'abandonar l'òpera de Yerevan, Dolukhànova es va casar amb el compositor Aleksandr Dolukhanian i, a partir d'aquest moment, va utilitzar el seu cognom de casada quan actuava. Va continuar actuant amb teatres d'òpera menors a Armènia fins que ella i el seu marit es van traslladar a Moscou el 1944, quan va ser nomenada solista de l'Orquestra Simfònica Txaikovski de la Ràdio de Moscou. Va cantar sovint amb l'orquestra durant les dues dècades següents. El 1959 es va convertir en la solista principal de l'Orquestra Filharmònica de Moscou, i actuaria amb aquesta orquestra, amb freqüència, durant els anys seixanta. Després del 1963, va començar a assumir papers de soprano, inclosos els papers principals a Norma, Aida i Tosca. Va actuar notablement a les estrenes russes de Suor Angelica i Les quatre darreres cançons de Strauss, així com a l'estrena mundial del cicle de cançons De la poesia popular jueva de Xostakóvitx.
Fora de Rússia, Dolukhànova va mantenir un programa de concerts i recitals inusualment actius per a un artista de l'era soviètica. Va debutar als Estats Units al Carnegie Hall de Nova York el 1959 i també va recórrer el Regne Unit, Escandinàvia, el Japó, Nova Zelanda i Amèrica Llatina durant la seva carrera. En aquest concerts era acompanyada molt sovint per la seva compatriota Nina Svetlanova.
El 1970, Dolukhànova es va retirar del cant i es va incorporar a la facultat de veu de l'Institut Gnessin, on va ensenyar durant més de vint-i-cinc anys. Entre els seus alumnes va tenir la mezzosoprano Olga Borodinà.
Va morir als 90 anys el 4 de desembre de 2007 a Moscou. Va ser enterrada al cementiri armeni de Moscou.
El concurs vocal internacional "Rossinyol d'ambre", rus: Янтарный соловей Iantarni solovei a Kaliningrad, porta des del 2007 el nom de Zara Dolukhànova.

## Enregistraments
- Rossini: L'italiana in Algeri: Zara Dolukhànova, A. Nikitin, Vladímir Zakhàrov, Gueorgui Abràmov, Anatoli Tíkhonov, Orquestra Filharmònica de Moscou, Cor de la Ràdio de Moscou, director: Samuïl Samossud. Gala Records, 1951.
- Rossini: Zoluixka – La cenerentola: Zara Dolukhànova, Anatoli Orfénov, Vladímir Zakhàrov, Guenadi Troitski, Orquestra de la Ràdio de Moscou, Cor de la Ràdio de Moscou, director: Onissim Bron. 1950.